# Anselmo L. Figueroa
Anselmo L. Figueroa (Yuma, Arizona - Los Angeles, Californie, 14 juin 1915) est un homme politique, un journaliste et un militant anarchiste mexicain, qui a été membre de la Junte organisatrice du Parti libéral mexicain (PLM).

## Biographie
Anselmo Figueroa est né à Yuma en Arizona. Il a travaillé comme mineurs. En 1906, il s'installe à Los Angeles et y forme une branche du Parti Socialiste d'Amérique (SPA) composée de travailleurs mexicains. En 1907, il est très actif lors du mouvement de solidarité organisé par la gauche socialiste, les syndicalistes et les anarchistes en faveur des membres du Parti libéral mexicain arrêtés pour infraction aux lois de neutralité, sous la pression de Porfirio Díaz. À cette occasion il se rapproche personnellement et politiquement des dirigeants du PLM.
En septembre 1910, Anselmo Figueroa se charge de l'édition de Regeneración. Le journal du PLM paraît sous sa quatrième forme, maintenant avec la devise "Semanario Revolucionario" depuis Los Angeles, en Californie. Il y collabore avec d'autres membres éminents du Parti comme Ricardo Flores Magón, Lázaro Gutiérrez de Lara, Antonio I. Villarreal et Enrique Flores Magón qui avaient été libérés de leur prison en Arizona au mois d'août.
De concert avec Ricardo et Enrique Flores Magón, Anselmo L. Figueroa signe le Manifeste du 23 septembre 1911. Avec ce document, ils adoptent une ligne clairement anarchiste-communiste qui devient la position du PLM face à la révolution mexicaine déclenchée par un soulèvement armé.
Du 14 juin 1911 à janvier 1914, Figuero est retenu prisonnier au pénitencier de McNeil Island, dans l'État de Washington; avec Librado Rivera, Ricardo et Enrique Flores Magón. Tous ont été accusés par le gouvernement américain dans une cour de Los Angeles, d'avoir violé les lois de neutralité par les faits arrivés à Basse Californie en mai 1911.
À sa sortie de prison en 1914, Anselmo L. Figueroa s'est occupé à nouveau de l'édition de Regeneración.
Il est mort le 14 juin 1915, à cause de la pauvreté et de la détérioration de sa santé due au travail forcé en prison.